# Cherry Girl/命運
『Cherry Girl/命運』為2006年12月6日發行之日本歌手・倖田來未第34th單曲。

## 附註
- 2006年最後發行的單曲、前作「悲夢之歌/我倆...」以來再次發行的雙A面單曲，為同年12月20日發行的5th 原創專輯「Black Cherry」的先行單曲。

- 「Cherry Girl」為本人出演的東芝手機「SoftBank 811T」電視廣告曲、主演的同名自行制作連續劇「Cherry Girl」的主題歌。本連續劇的完整版收錄於專輯「Black Cherry」初回限定生産盤(CD+2DVD)中。另外音樂錄影帶中也收錄連續劇「Cherry Girl」的部分影像。

- 「命運」為2006年12月23日播映的電影「大奧」的主題歌。另於富士電視台「2006 FNS歌謡祭」演唱本曲時，穿著由倖田自行設計的服飾於節目中亮相。另外，演出同電影主演的仲間由紀惠也登場造勢。

- 本曲為，12張單曲連發於2006年以來的第12張單曲（與EXILE合作作品WON'T BE LONG加入計算後為第13張），為倖田單曲發行量做多的一年。

- CD+DVD初回限定版特典為倖田來未原創貼紙封入。

- 單曲&專輯連動抽獎券封入，截角可參加「Black Cherry」專屬贈品抽獎活動。

## 發行版本
- CD+DVD
- CD ONLY

## 曲目

### CD
※僅初回版收錄
1. Cherry Girl
2. 命運
3. Cherry Girl -Space Cowboy Remix-※
4. Cherry Girl (instrumental)
5. 命運 (instrumental)

### DVD
1. Cherry Girl (video clip)
2. 命運 (video clip)
3. DVD MOVIE「Cherry Girl」TRAILER
本人主演的DVD連續劇的預告篇。完整版收錄於專輯「Black Cherry」初回限定生産盤(CD+2DVD)中。